# Campo de espinas
Campo de espinas (título original: Mindfield) es una película canadiense de suspenso de 1989, dirigida por Jean-Claude Lord, escrita por Tom Berry, George Mihalka y William Deverell, está basada en la novela de este último, musicalizada por Milan Kymlicka, en la fotografía estuvo Bernard Chentrier y los protagonistas son Michael Ironside, Lisa Langlois y Christopher Plummer, entre otros. El filme fue realizado por Allegro Film Productions Inc., CFCF-TV y Cinegems International; se estrenó el 15 de diciembre de 1989.

## Sinopsis
Un investigador de la policía elimina a un criminal, este hecho traumático trae a su mente un recuerdo oculto, ve como la CIA experimenta con él.